# Antoniazzo Romano
Antoniazzo Romano, nascido Antonio di Benedetto Aquilo degli Aquili (1430 — 1510) foi um pintor italiano no começo do Renascimento, a principal figura da escola Romana durante o século XV.
Antoniazzo nasceu em Roma. Influenciou-se primeiramente pela maneira decorativa de Benozzo Gozzoli e Beato Angelico, bem como pelos pintores do Lácio. Trabalhou para a corte papal. Em 1467, completou a decoração da capela funerária do Cardeal Bessarion na Basílica dos Santos Doze Apóstolos de Roma. No centro da decoração havia um ícone da Virgem, agora na Capela de Santo Antônio, uma cópia dos ícones bizantinos que estavam em Santa Maria in Cosmedin, a igreja dos gregos em Roma. O ícone é um dos mais impressionantes exemplos da produção de Virgens de Antoniazzo, geralmente tirados de modelos bizantinos. Participou da decoração do Palácio Apostólico, junto com artistas como Perugino, Melozzo da Forlì e Ghirlandaio.
Antoniazzo foi um dos três fundadores da Academia de São Lucas, a guilda de pintores e criadores de iluminuras de Roma.
Obras suas podem ser encontradas nos seguintes locais:
- Santa Maria Maggiore (Virgem e o Menino com São Lucas)
- Palazzo Venezia
- Santa Maria sopra Minerva (Anunciação)
- Santa Maria della Consolazione (Roma) (Virgem e Menino entronados)
- Galeria Nacional de Arte Antiga (Roma) (Madonna entronada com Cristo Menino e Santos e Natividade com São Lourenço e André)